# Lindley Garrison
Lindley Miller Garrison (Amerikai Egyesült Államok, New Jersey, 1864. november 28. – Amerikai Egyesült Államok, New Jersey, 1932. október 19.) amerikai politikus, hadügyminiszter.

## Élete

### Ifjúkora
1864-ben született a New Jersey állambeli, Camden városában. Nagy valószínűséggel alapfokú tanulmányait itt végezte, azonban később Philadelphiában volt magántanuló. Feltehetően kiváló tanulmányi eredményei voltak. Tekintve, hogy ebben az időben csupán a gazdagok és a kivételes tehetségűek engedhették meg maguknak a magániskolát.
1885-ben egy évet tanult a Harvard Egyetemen. A diplomáját a pennsylvaniai egyetemen szerezte meg, s a későbbiekben ügyvédként tevékenykedett.
1900-ban házasodott meg. 

### Politikai pályája
Politikai pályafutásának kezdete nagy valószínűséggel az volt, mikor 1904-ben New Jersey állam kormányzó-helyettese lett (40 éves korában). Ezen kinevezése révén azért vált, ismertté mert ő lett az Egyesült Államok történetének legfiatalabb kormányzó-helyettese. Ezen titulust egészen 1913-ig töltötte be.
A Demokrata Párt tagjaként 1913-ban Wilson elnök felkérésére elvállalta a hadügyminiszteri címet. Garrison, tekintettel a feszült európai helyzetre javasolta egy „Szövetségi Tartalék” létrehozását, amelyből a későbbiekben a hadsereg költségeit finanszírozták volna. Bár az Egyesült Államok az első világháború kitörése után néhány hónapig még mindig a harcok békés befejezését sürgette (Pl.: Wilson elnök beszéde 1915. február 26-án: „Amerikának nem szabad beavatkoznia a háborúba.”), ennek ellenére már 1913-ban létrehozták a tartalékot.
A Wilson elnökkel való nézeteltérések miatt azonban 1916-ban lemondott a hadügyminiszteri címről. Helyét Newton Baker vette át. 

### További élete
A politikától való visszavonulása után mint ügyvéd tevékenykedett.
1932-ben hunyt el seabrighti otthonában. 

## Lásd még
- Első világháború
- Amerikai Egyesült Államok